# Михаил Дука
 Тази статия е за византийския военачалник.  За историка вижте Дука.  
Михаил Дука е византийски военачалник, протосеваст и протостратор, сиреч отговарящ за императорските конюшни; брат на византийската имератрица Ирина Дукина.
Михаил е роден около 1061 г. Той е най-големият син на протовестиарий Андроник Дука и Мария. По майчина линия Михаил е внук на Траян – един от синовете на цар Иван Владислав.
Още като дете Михаил заедно с брат си Йоан Дука е предаден като заложник на норманите на Русел дьо Байол срещу освобождаването на баща им, който бил тежко болен и трябвало да се лекува в Константинопол. Франките държали двамата братя, затворени в една крепост във Витиния. Там слугите на Михаил и Йоан успели да убедят един местен селянин, който познавал добре областта, да помогне за бягството на момчетата в Никомедия. За подходящ момент на бягство е избрана една безлунна нощ, но въпреки внимателното планиране, само Михаил и слугата му Леонтакий успели да се измъкнат от крепостта и след дълъг преход достигнали до Никомедия, а оттам – Константинопол.
На младини Михаил Дука се споменава и около сключването на неканоничния брак между Никифор III Вотаниат и императрица Мария Аланска, когато съгласно заръките на кесаря Йоан Михаил Дука успял да докара точно навреме свещеник, който да извърши бракосъчетанието.
През 1081 г. Михаил Дука придружава дядо си Йоан на срещата с Комнините в Схиза, Тракия, на която двете семейства се обединяват около общата кандидатура на Алексий Комнин за императорския престол.
При управлението на зет си Алексий I Комнин Михаил Дука се издига до чин протостратор. Той командва един отряд по време на войната срещу Робер Гискар, а през 1083 г. воюва срещу норманите на Боемунд Тарентски в Тесалия. През 1086 г. взима участие в похода на Алексий I срещу печенегите, а през 1092 г. подкрепя императора срещу Лъже-Диоген и куманите.
В Алексиада Анна Комнина хвали вуйчо си, изтъквайки, че той бил „мъж, който се славеше по ум и надминаваше с хубостта и височината на тялото не само своите съвременници, но и всички хора, които някога са живели (всички, които са го видели, учудвали се); това беше човек ненадминат и способен да предугажда бъдещето, да открива настоящето и своите наблюдения да обръща в дело“.
Във връзка с войната срещу Боемунд от 1107 – 1108 император Алексий I Комнин изпраща Михаил да събере войнишкия набор в Охрид. Протостраторът се оказва доста строг в изпълнението на задължеията си и предчувствайки опасността от Боемунд, пожелал да събере колкото е възможно повече войници от църковните владения в Охридско, чиито жители били освободени от военна повинност. Това обаче предизвикало ответната реакция на охридския архиепископ Теофилакт, който се страхувал, че войнишкият набор в земите на архиепископията ще намали работната ръка и може да стане причина хората в тях да се разбягат. Това станало причина архиепископът да напише няколко писма както до протостратора, така и до по-влиятелни от него хора, дори и до майка му Мария, в които се жалвал от действията на Михаил и молел наборът в земите на архиепископията да бъде отменен.
От публикувания през 2005 г. Поменик на роднините на императрица Ирина, поместен в литургичния типик на константинополския манастир Христос Филантроп, става ясно, че освен титлата протостратор Михаил Дука е притежавал и званието протосеваст. От същия документ става ясно, че Михаил е завършил живота си като монах, без да е променил светското си име. Датата на смъртта му е отбелязана на 9 януари, което се потвърждава и от типика на манастира „Света Богородица Кехаритомена“. Годината на смъртта му не е отбелязана, но в обитуария на манастира Пантократор той е посочен сред покойните роднини на император Йоан II Комнин, от което следва, че смъртта на Михаил Дука трябва да се отнесе между 1110 и 1115 г.
Михаил Дука е бил женен за неизвестна жена. В синодика на манастира Ивирон се споменава едно дарение от протосеваст Михаил' и съпругата му – протосеваста Ефросина, за които някои изследователи предполагат, че са имената на Михаил Дука и съпругата му. Основание за това дава и името на една внучка на Михаил Дука на име Ефросина, съпруга на Николай Маврокатакалон, за която се смята, че е била кръстена на баба си.
Михаил Дука и съпругата му са имали няколко деца, от които са известни:
- Константин Дука, управител на България[5]
- Теодора Дукина[6]
- Ирина Дукина, съпруга на Григорий Каматир[7]
- Мария Дукина, съпруга на драчкия дука Йоан Комнин.[8]